# Durio
Durio is een geslacht uit de kaasjeskruidfamilie (Malvaceae). The Plant List erkent 34 soorten. De doerian (Durio zibethinus) is bekend vanwege de eetbare vruchten met een penetrante geur. Ook andere soorten hebben eetbare vruchten. 